# Emilio Langle Rubio
Emilio Langle Rubio (Almería, 18 de abril de 1886-Granada, 4 de noviembre de 1967) fue un jurista español, catedrático de Derecho mercantil de la Universidad de Granada. Destacó en las facetas de penalista y mercantilista.

## Biografía
Nació en Almería el 18 de abril de 1886, hijo de Plácido Langle Moya, prestigioso abogado almeriense vinculado a la política y a la literatura. Estuvo casado. En 1907 se licenció en Derecho en la Universidad de Granada el 15 de junio, con nota de sobresaliente. El 24 de junio de 1910 se doctoró en Derecho, con nota de sobresaliente. Su tesis doctoral fue La mujer en el Derecho penal, calificada de sobresaliente.
Entre 1909 y 1910 fue presidente de la sección de Ciencias Morales y Políticas del Ateneo de Almería.
En 1914 fue pensionado en el extranjero, a propuesta de la Junta para Ampliación de Estudios, para estudiar en Bélgica y Francia, durante ocho meses, la moderna Política Criminal, especialmente con el profesor Adolfo Prins, de Bruselas.
En 1916 fue pensionado nuevamente para continuar en Suiza durante otros ocho meses, los mismos estudios penales. No hizo uso de la pensión. En mayo de 1921 realizó un viaje de estudios penitenciarios prácticos, con los catedráticos de Derecho penal y Derecho administrativo y los alumnos de ambas asignaturas, organizado por la Junta de Facultad de la Universidad de Sevilla, al Manicomio penal y Prisión Central del Puerto de Santa María, Prisión central de sexagenarios de la Isla de San Fernando y Prisión provincial de Cádiz. En marzo de 1912 fue opositor, con ejercicios aprobados, a la cátedra de Derecho penal de la Universidad de Granada.
En abril-mayo de 1919 opositaría a la cátedra de Derecho penal de la Universidad de Murcia, obteniendo el voto de Federico Castejón en la primera votación. Hacia 1920 fue opositor, a la cátedra de Derecho penal de la Universidad de Salamanca, con ejercicios aprobados y pública declaración del presidente del tribunal, Adolfo Bonilla San Martín, en el acto de la votación, de que aquel lamentaba no disponer de dos vacantes, para conceder una de ellas a Langle, que también la había merecido por sus brillantes ejercicios. Entre 1919 y enero de 1923 fue auxiliar temporal del 5º grupo de la Facultad de Derecho de Sevilla, que comprendía las asignaturas de Derecho penal, Procedimientos judiciales y Práctica forense, en virtud de concurso, a propuesta unánime de la Facultad.
En 1923 fue nombrado, en virtud de oposición y a propuesta unánime del tribunal, catedrático numerario de Derecho penal de la Universidad de La Laguna. Cesó el 29 de septiembre. En 1923 en virtud de concurso previo de traslación, fue nombrado catedrático numerario de Derecho mercantil de España y de las principales naciones de Europa y América de la Universidad de Granada
Su depuración por el franquismo fue llevada a cabo mediante el expediente de depuración 119 (015050-0005), 25 de septiembre de 1937 —Burgos—. Fue separado del servicio con carácter definitivo e inhabilitado para cargos directivos y de confianza, en Burgos a 25 de septiembre de 1937.
Los miembros de la Comisión Depuradora fueron Antonio de Gregorio Rocasolano (presidente), Lorenzo Torremocha Téllez (vocal), Teodoro Andrés Marcos (vocal), Isaías Sánchez y Sánchez Tejerina (vocal), Cándido A. González Palencia (secretario). Pliego de cargos: “Azañista de acción”. La Comisión Depuradora, visto el pliego de descargos y el informe de SIM., entendió que quedaba demostrada la actividad política de Langle en el Frente Popular.
El 5 de febrero de 1940 se solicitó la revisión de su expediente de depuración. El 20 de enero de 1944 fue revisado el expediente de depuración, se anuló la sanción recaída y se impuso en su lugar la de «traslado a otra Universidad con pérdida de los haberes no percibidos e inhabilitación para el desempeño de cargos directivos y de confianza en Instituciones culturales y de Enseñanza. El 28 de enero de 1944 fue destinado a la Universidad de Oviedo para desempeñar la cátedra de Derecho mercantil. El 9 de mayo de 1946 fue declarado depurado sin sanción con pérdida de los haberes no percibidos. El 12 de septiembre de 1946 tomó de posesión de la cátedra de Derecho mercantil en la Facultad de Derecho de Granada.
Fue declarado jubilado el 24 de abril de 1956. Falleció en Granada el 4 de noviembre de 1967.

## Reconocimientos
- 1920: caballero de la Orden de la Corona de Bélgica. Dado en Laeken el 21 de julio por el rey Alberto I.
- Medalla de Alfonso X el Sabio.
- Tiene una calle dedicada en Almería.

## Principales obras
- Conflictos interprovinciales. La jurisprudencia del Tribunal Supremo, Madrid, Reus, 1908.
- El usufructo viudal ante la ley española, Madrid, Reus, 1908.
- La condición de la mujer. Estudio histórico, sociológico y jurídico, 1908 (inédito)
- «El doctrinarismo jurídico. La ficción y el formulismo en el Derecho vigente», en Revista de la Sociedad de Estudios almerienses (1910). Obtuvo el primer Premio en el Certamen científico y literario convocado por el Excmo. Ayuntamiento de Almería.
- La mujer en el Derecho penal, Madrid, Reus, 1911.
- Derecho Penal. Respuestas al programa de oposiciones a ingreso en el Cuerpo de Abogados del Estado, Madrid, Reus, 1912.
- Programa de Derecho penal, Granada, 1912 (inédito).
- La sentencia indeterminada, Granada, 1912 (inédito).
- Código penal español, anotado extensamente, Madrid, tomo XXIII de los Manuales Reus, 1915.
- La tragedia de Bélgica. Impresiones de un testigo presencial. Madrid, Sociedad General de Librería, s/a (pero 1915).
- Valor social de la ciencia y del arte. Conferencia, Almería, 1917.
- Estudios de Política criminal, París-Bruselas, 1919 (inéditos).
- Nuevo programa de Derecho penal (para Murcia) 1919. Inédito.
- Programa de Derecho internacional público (para Murcia) 1921. Inédito.
- Programa de Derecho internacional privado (para Murcia) 1921. Inédito.
- ¿Debe constituir delito el adulterio?, Madrid, Reus, 1922.
- «Delitos contra la honestidad. Estudio del título IX del libro II del Código Penal», en Comentarios científico-prácticos al Código penal español, dirigida por Q. Saldaña, Madrid, Reus, 1920.
- Nuevo programa de Derecho penal (para La Laguna), 1923. Inédito.
- La teoría de la Política criminal, Madrid, Ed. Reus, 1927.
- La jurisdicción mercantil en el Código de 1829, Granada, Boletín de la Universidad, 1930.
- «Il Progetto del Codice di Commercio spagnolo», en Rivista del diritto commerciale, Milán 1930.
- Derecho mercantil. Obra ajustada al Programa de oposiciones al Cuerpo de Abogados del Estado. Madrid, Reus, 1931.
- Programa de Derecho mercantil, Granada, 1931.
- Extensa colaboración sobre el movimiento bibliográfico nacional y extranjero en materia jurídico-mercantil, en la Revista de Derecho privado durante los años 1930 a 1936.
- La autonomía del Derecho mercantil. Revisión doctrinal. Madrid, Reus, 1936.
- Derecho mercantil, Madrid, Reus, 1941 (nueva edición 1942).
- Temas de Derecho mercantil. Obra adaptada al programa de notarías, Madrid, Reus, 1942.
- «La autonomía del derecho mercantil (Revisión doctrinal y nuevos derroteros)», en Revista General de Legislación y Jurisprudencia (1942).
- Las cuentas en participación. Prevenciones contra sus peligros, Madrid, Reus, 1946.
- Extensa colaboración en materia jurídico-mercantil, en la Revista de Derecho mercantil durante los años 1947 a 1961.
- Discurso de apertura del curso académico 1950-51: Orla de mercantilistas españoles alrededor de nuestro primer Código de comercio, Granada, Universidad de Granada, 1950.
- Manual de Derecho Mercantil español, 3 tomos, Barcelona, Ed. Bosch, 1950-1959.
- El aval de la letra de cambio, Barcelona, Ed. Bosch, 1954.
- El contrato de compraventa mercantil, Barcelona, Ed. Bosch, 1958.
- «Mercantilistas españoles de finales del siglo XIX y comienzos del XX», en AHDE (1964).